# Sacrifice (album Mr. Bonesa)
Sacrifice – pierwszy solowy album Mr. Bonesa, członka House of Krazees, wydany w 1995 roku.
Album został wypuszczony tylko na kasecie, w nakładzie 500 sztuk. Okładkę płyty stworzył sam Mr. Bones, natomiast produkcją całości zajął się The R.O.C.

## Lista utworów
| #  | Tytuł                    |
| -- | ------------------------ |
| 1  | "Nightmares Revisited"   |
| 2  | "Liquid Friend"          |
| 3  | "Rumors"                 |
| 4  | "The Witching Hour"      |
| 5  | "Why the Children?"      |
| 6  | "Sacrifice"              |
| 7  | "Possessed"              |
| 8  | "Exorcist"               |
| 9  | "Burn The Bodies"        |
| 10 | "The Crazed One"         |
| 11 | "Dr. Jeckel & Mr. Bones" |
| 12 | "Insomnia"               |